# Rhabdolauxania immaculata
Rhabdolauxania immaculata är en tvåvingeart som beskrevs av Friedrich Georg Hendel 1933. Rhabdolauxania immaculata ingår i släktet Rhabdolauxania och familjen lövflugor.
Artens utbredningsområde är Paraguay. Inga underarter finns listade i Catalogue of Life.